# Gilman Marston

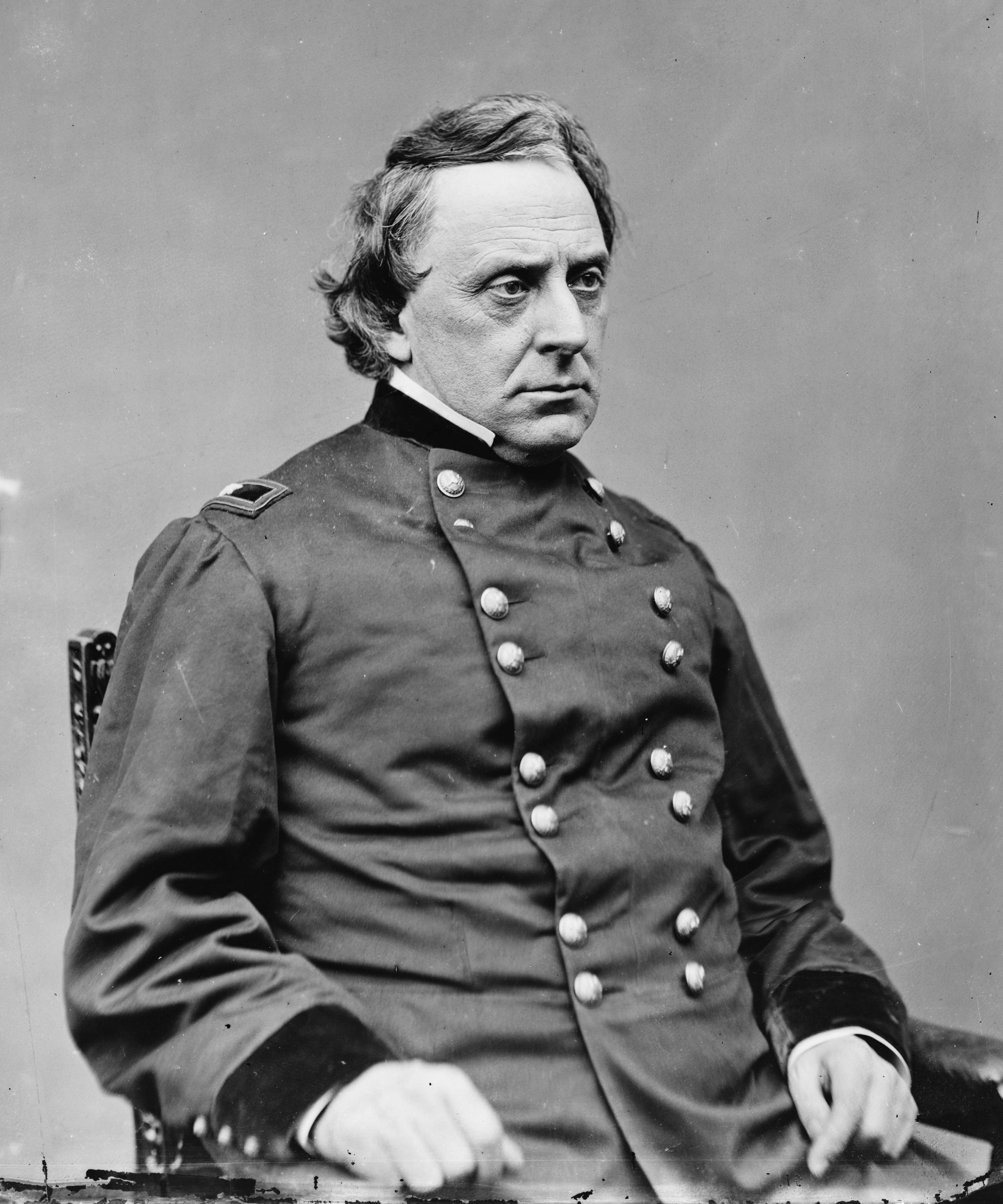
Gilman Marston

Gilman Marston, född 20 augusti 1811 i Orford, New Hampshire, död 3 juli 1890 i Exeter, New Hampshire, var en amerikansk republikansk politiker och general. Han representerade delstaten New Hampshire i båda kamrarna av USA:s kongress, först i representanthuset 1859-1863 samt 1865-1867 och sedan i senaten från mars till juni 1889.
Marston utexaminerades 1837 från Dartmouth College. Han avlade 1840 juristexamen vid Harvard Law School och inledde året därpå sin karriär som advokat i Exeter, New Hampshire.
Marston efterträdde 1859 James Pike som kongressledamot. Han efterträddes 1863 av Daniel Marcy. Marston deltog sedan i amerikanska inbördeskriget som brigadgeneral i nordstaternas armé. Han besegrade Marcy i kongressvalet 1864 och tillträdde på nytt som kongressledamot i mars 1865. Han efterträddes 1867 av Jacob Hart Ela.
Marston efterträdde i mars 1889 William E. Chandler i USA:s senat. Han efterträddes senare samma år av företrädaren Chandler. Marston avled 1890 och gravsattes på Exeter Cemetery i Exeter, New Hampshire.